# Войткова-Весь
Войткова-Весь (пол. Wojtkowa Wieś) — село в Польщі, у гміні Ойжень Цехановського повіту Мазовецького воєводства. Населення — 132 особи (2011).
У 1975—1998 роках село належало до Цехановського воєводства.

## Демографія
Демографічна структура станом на 31 березня 2011 року:
|          | Загалом | Допрацездатний вік | Працездатний вік | Постпрацездатний вік |
| -------- | ------- | ------------------ | ---------------- | -------------------- |
| Чоловіки | 70      | 12                 | 52               | 6                    |
| Жінки    | 62      | 13                 | 35               | 14                   |
| Разом    | 132     | 25                 | 87               | 20                   |